# Spencer Lee
Spencer Lee est un lutteur américain, né le 14 octobre 1998 à Denver.

## Palmarès

### Jeux olympiques
- Paris 2024
  -  médaille d'argent en -57 kg[1]